# Ташлицькі скелі
Ташлицькі скелі — комплексна пам'ятка природи місцевого значення. Об'єкт розташований на території Новоукраїнського району Кіровоградської області, поблизу м. Новоукраїнка.
Площа — 2 га, статус отриманий у 1993 році.